# Надмірність інформації
Надмірність в теорії інформації це кількість бітів, використовуваних для передачі повідомлення мінус кількість бітів фактичної інформації в повідомленні. Неофіційно, це кількість витрачених марно «полів» в структурі, що використовується для передачі певних даних. Стиснення даних є способом зменшити або усунути небажану надмірність, в той час як контрольні суми — це спосіб додавання потрібної надмірності для цілей виявлення помилок при обміні даними по каналу з шумом.
Величина надмірності інформації пов'язана з фактичною кількістю інформації в джерелі.
В реальних умовах незалежність елементарних повідомлень, вироблюваних джерелом, — явище досить рідкісне. Частіше буває протилежне — сильний детермінований чи статистичний зв'язок між елементами повідомлення одного чи кількох джерел.
Надмірність в інформаційних структурах підвищує надійність їх роботи. Через це передбачена парність деяких аналізаторів (зорового, слухового).
З іншого боку, надмірність ускладнює систему, збільшує час обробки інформації, знижує реальну пропускну спроможність каналів зв'язку. Для її зменшення в цьому випадку використовують оптимальне кодування. Тому визначення необхідної надмірності вирішується в кожному конкретному випадку, виходячи з особливостей розв'язуваної задачі і можливих обмежень.

## Приклади
Мінімальну нульову надмірність має тільки послідовність, в якій знаки незалежні і з імовірністю 1/m можуть бути рівні будь-якій з m літер алфавіту. У великих нестиснутих текстових файлах низька інформаційна ентропія: будь-яка мова має особливості, які дозволяють відновити втрачені чи зашифровані літери.
Сучасні системи зв'язку побудовані без врахування особливостей, що існують у мові, а тому не досить ефективні, так як вони пристосовані для передачі рівноймовірних літер алфавіту, які можуть слідувати один за одним в будь-яких комбінаціях.
Колосальна надмірність притаманна телевізійним зображенням: природно передавати не весь кадр, а тільки інформацію про те, чим відрізняється один кадр від іншого. Цим можна істотно скоротити необхідну (в середньому) смугу частот.